# Plataea mexicana
Plataea mexicana är en fjärilsart som beskrevs av Druce 1899. Plataea mexicana ingår i släktet Plataea och familjen mätare. Inga underarter finns listade i Catalogue of Life.